# Acronicta persuasa
Acronicta persuasa là một loài bướm đêm trong họ Noctuidae.